# Tramwaje w Pemuco
Tramwaje w Pemuco − zlikwidowany system komunikacji tramwajowej w Pemuco w Chile.

## Historia
Komunikację tramwajową w Pemuco uruchomiono w 1909. Linia tramwaju konnego miała 5 km długości. Rozstaw szyn wynosił 1000 mm. W 1916 tramwajami przewieziono 5200 pasażerów. System prawdopodobnie zamknięto w latach 20. XX w.